# Сироїдіння

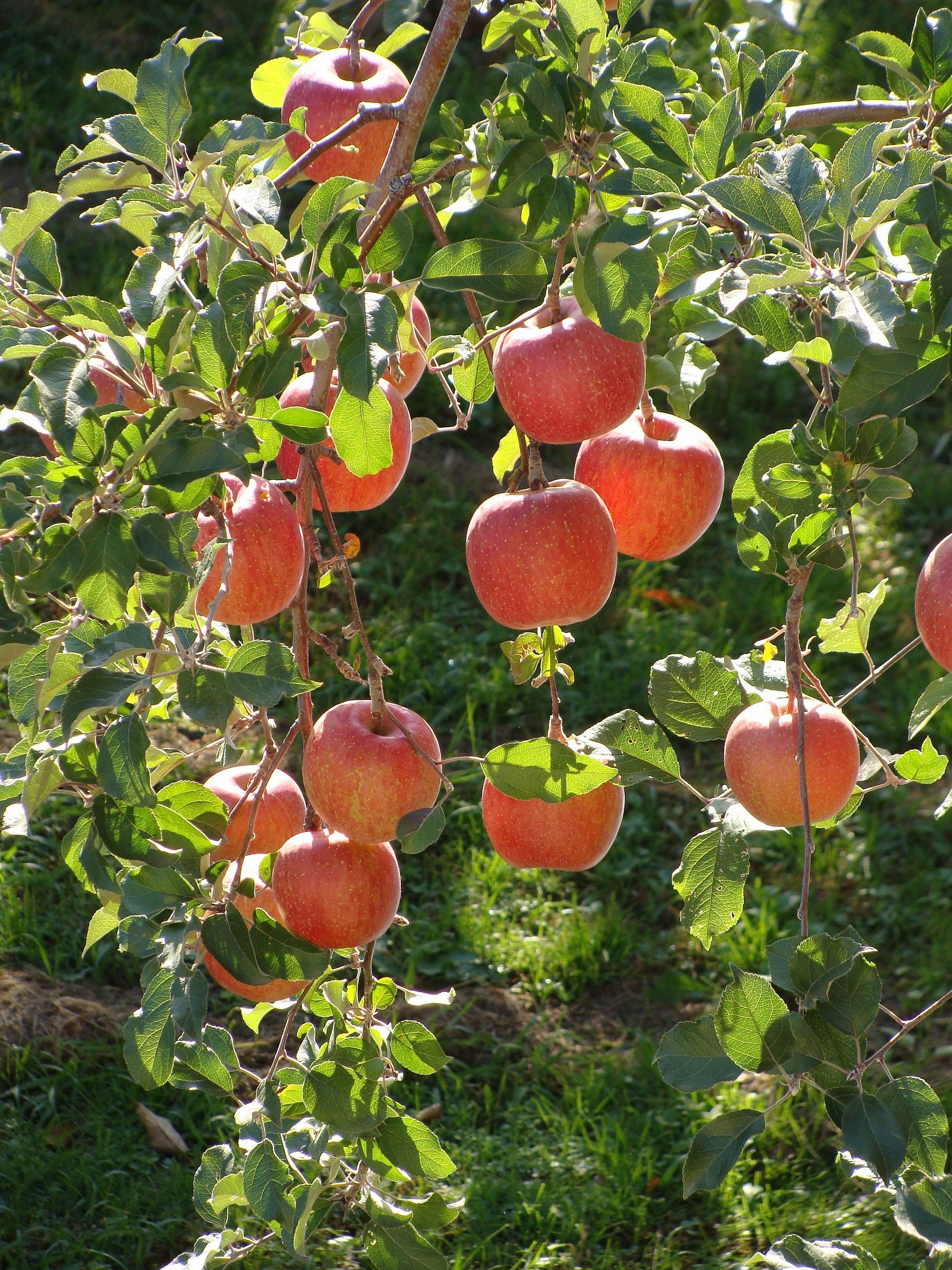
На думку більшості сироїдів, найбільш природною і корисною для людини їжею є плоди. Кількість рекомендованих плодів становить близько 50% всього меню в основних різновидах сироїдства (для фруктаріанства — ~75%).

Сироїдіння (сироїдство, рідко сироїдення, вітаріанізм) — система харчування, в котрій повністю або майже повністю виключається вживання їжі, що піддавалася варінню (смаженню, копченню, запіканню, приготуванню на пару і тому подібне). Залежно від філософії чи типу способу життя та бажаних результатів, дієти з сирої їжі можуть включати в себе вибір фруктів, овочів, горіхів, насіння. Іноді (палеосироїдіння) до цього додають яйця, рибу, м’ясо та молочні продукти без обробки, в сирому вигляді або (молокопродукти, деякі фрукти та овочі) в квашеному.
Сироїдіння сприяє втраті ваги, оскільки сирі рослинні продукти зазвичай містять малу енергетичну цінність. Термічна обробка позбавляє їжу частини рослинних токсинів та хвороботворних бактерій, які загрожують сироїдам.
Поширене серед прихильників здорового способу життя.

## Різновиди по типу їжі
По складу раціону традиційне сироїдіння найближче до  веганської системи живлення. Однак індивідуальні переваги різних представників сироїдіння варіюють і його можливі різновиди, що сильно відрізняються один від одного. Об'єднує їх лише відмова від приготування їжі шляхом теплової обробки.[джерело?]
- Вегетаріанське сироїдіння

Сироїдіння, в якому повністю виключаються м'ясо і риба, але допускаються до вживання і / або молоко, іноді молочні продукти.
- Веганське сироїдіння

Сироїдіння, що виключає будь-які продукти тваринного походження і допускає вживання виключно сирої рослинної їжі. Найбільш поширений тип сироїдіння.
- Фрукторіанство

Харчування тільки сирими плодами. В раціон входять: свіжі фрукти і ягоди. Від безпосередньо сироїдіння відрізняється відсутністю овочів, які не є плодами (морква, картопля, буряк, капуста, редис), і круп.
- Всеїдне сироїдіння, М'ясоїдне сироїдіння (сиром'ясоїдіння, сироїдіння епохи Палеоліту)

Сироїдіння, яке допускає додавання в раціон будь-яких видів їжі. Засновано на вживанні сирої риби, морепродуктів, сирого м'яса, дичини, яєць і жиру тварин, фрукти і овочі при цьому зведені до мінімуму. Палеосироїдіння, як правило, виключає з раціону зернові і бобові, молоко, рослинні олії. Єдиний тип сироїдіння, зафіксований як постійне харчування в людських популяціях протягом багатьох поколінь, зокрема, в палеоазійських народів, аборигенів Сибіру.[джерело?]

## Вплив на здоров'я
Існує багато історій про послідовників дієти з сирої їжі, яких зачепилися за сирі продукти через користь для здоров’я. Наприклад, у своєму інтерв'ю Аліса Коен згадує пошук рішення для своєї хронічної кандидозної (дріжджової) інфекції та втоми, і знайшла це рішення у сирій, живій їжі.
Безліч сирих продуктів є токсичними і стають безпечними лише після їх приготування. Деякі сирі продукти містять речовини, що руйнують вітаміни, перешкоджають травним ферментам або пошкоджують стінки кишечника. Сире м'ясо може бути заражене бактеріями, які знищувались би при готуванні; сира риба може містити речовини, які заважають дії вітаміну В1 (анти-тіамінази). 
Необхідно бути обережним при плануванні сирої веганської дієти, особливо для дітей. 
Медичні органи охарактеризували сироїдство, як "новомодна примха", тобто дієта, яка популярна протягом часу, подібно примху моди, не будучи стандартною дієтичною рекомендацією, і часто обіцяючи невиправдано швидку втрату ваги або безглузді поліпшення здоров'я.

## Сира їжа та психічне здоров'я
Якщо сира їжа може вилікувати інфекції Candida, поліпшити хронічну втому та допомогти людям подолати хворобливе ожиріння, багато хто сподівається, що сира їжа може покращити і психічне здоров'я. Поліпшення психічного здоров’я може відбуватися за допомогою живої дієти, але існують певні проблеми з психічним здоров’ям або психологічні проблеми з вживанням сирих продуктів.
Ті, хто звертаються до дієт із сирою їжею для поліпшення психічного здоров’я, роблять це за умови, що неправильне харчування сприяє психічному захворюванню чи здоров’ю. І хоча це може бути правдою, проте лікарі та вчені не поділяють думки, що сира їжа може вилікувати психічні захворювання.
Аспекти сирої дієти, які можуть покращити психічне здоров'я, включають:
- Краще регулювання та контроль рівня глюкози в крові: оскільки сира їжа фокусується на цільних рослинних продуктах без білого цукру, в рівнях цукру в крові менше коливань. Деякі сироїди вважають, що це допомагає їхньому психічному здоров'ю, уникаючи "максимумів" і "мінімумів", часто пов'язаних з вживанням занадто багато цукру.
- Уникання добавок, консервантів та хімікатів: в сирій їжі немає перероблених або упакованих продукти з добавками та хімікатами, тому, вживаючи таку їжу, ви уникаєте будь-яких хімікатів, які потенційно можуть викликати психічні проблеми.
- Краще харчування: ті, хто їсть сиру їжу, як правило, сильно переймаються як харчуванням, так і якістю їжі. Припускається, хоча це не завжди вірно, що вони мають кращі харчові звички і, таким чином, краще харчування, ніж перекусивши нездоровою їжею або навіть вживаючи типовий раціон приготованих та оброблених продуктів. [4]

## Еволюція людини
Річард Врангем з Гарвардського університету припускає, що приготування рослинної їжі могло стати причиною прискореного розвитку головного мозку людини, що почався 1,8 мільйона років тому, так як полісахариди в крохмальовмісній їжі ставали більш засвоюваними і, як наслідок, дозволяли організму поглинати більше калорій. У цьому випадку «кулінарна революція» допомагає пояснити не перший, а другий період швидкого зростання мозку і зменшення зубів — той, який був пов'язаний зі становленням сапієнсів і неандертальців. Що ж до першого періоду, пов'язаного з появою ранніх архантропів, то для його пояснення, ймовірно, цілком достатньо збільшення частки м'яса в раціоні. Послідовний перехід до все більш легко засвоюваної їжі не тільки знизив енергетичні витрати на жування і травлення, а й створив передумови для зменшення обсягу травної системи, що теж дало чималу економію.
Шталь вважав, що, оскільки такі речовини, як целюлоза і крохмаль, які в найбільших кількостях містяться в стеблах, коренях, листках і бульбах, є важко перетравлюваними, ці органи рослин не могли бути основною частиною людського раціону до початку використання вогню. Замість цього в їжу вживалися рослини, які у великих кількостях містять моносахариди і дисахариди — насіння і соковиті плоди. Вміст токсинів в насінні і подібних вуглеводних продуктах теж впливало на раціон. Так, ціаногеновий глікозид, знайдений у лляному насінні і маніоку, ставав нетоксичним при готуванні. Зуби H. erectus і їх знос вказували на вживання такої їжі, як жорстке м'ясо і свіжі коренеплоди.

Теорії, протилежні Врангемовій, включають теорію Леслі Ейєлло, професора біологічної антропології в Університетському коледжі Лондона, і фізіолога Пітера Уілера. Айелло та Вілер вважають, що це м'яка тваринна їжа, включаючи кістковий мозок та мізки, що сприяло розвитку в людини характеристик, які Врангем відносив до варених продуктів.  Крім того, археологічні дані свідчать про те, що розпалювання вогню розпочалося серйозно лише близько 250 тисячоліття тому, коли стародавні вогнища, земляні печі, спалені кістки тварин і кремінь регулярно з'являються по всій Європі та на Близькому Сході. Два мільйони років тому єдиною ознакою вогню є спалена земля з людськими останками, що багато антропологів вважають збігом, а не свідченням навмисного вогню. Багато антропологів вважають, що збільшення розмірів мозку людини відбулося задовго до появи кулінарії, через відхилення від споживання горіхів та ягід до споживання сирого м’яса. 

## Знамениті сироїди
- Арнольд Ерет (1866—1922 рр.) — знаменитий фрукторіанець-практик, дослідник можливостей людського організму, автор книги «Цілюща система безслизової дієти»;
- Шаталова Галина Сергіївна, лікар-нейрохірург — рекомендує дотримуватися в цілому помірного «видового харчування» як найбільш підходящої для людини, на її думку, дієти (відмовляється як від аскетизму, так і від переїдання в їжі)[12];
- Демі Мур, актриса — всеїдний сироїд[13];
- Наталі Портман — актриса. Із 8 років вегетаріанка;[14]
- Ума Турман — актриса;[15]
- Кірстен Данст — актриса;[джерело?]
- Лев Семенович Понтрягін, радянський математик — помірний сироїд в останні 8 років життя;[джерело?]
- Йон Тор Бірґіссон — вокаліст і гітарист ісландського гурту Sigur Rós;[джерело?]
- Валентин Ніколаєв — письменник, син Юрія Ніколаєва, лікаря, що лікував голодуванням;
- Сергій Доброздравін — коуч із питань бізнесу і сироїдіння;
- Володимир Винниченко — останні роки.
- Jerry Heil - українська співачка, учасниця Євробачення-2024. Веганка і сироїдка.

## Галерея

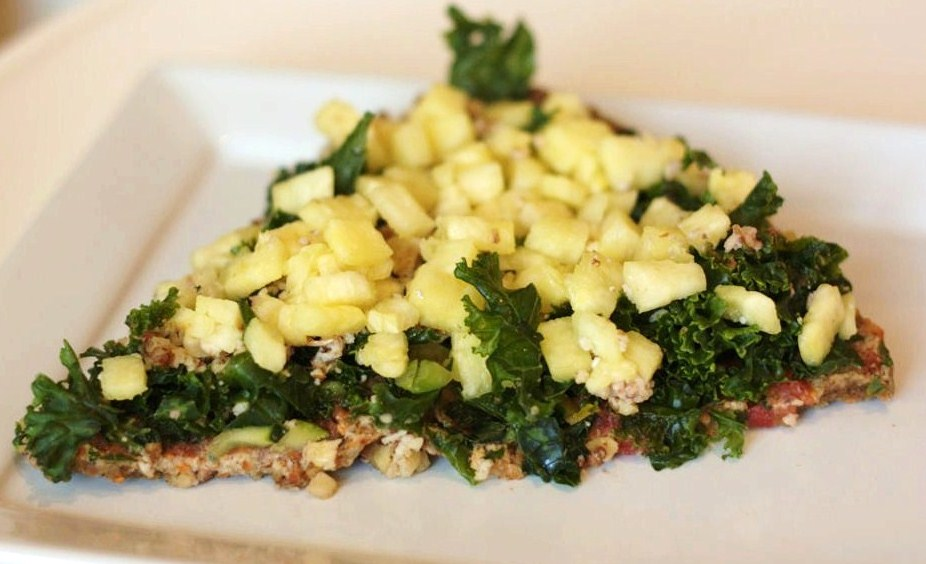
Сироїдська піца
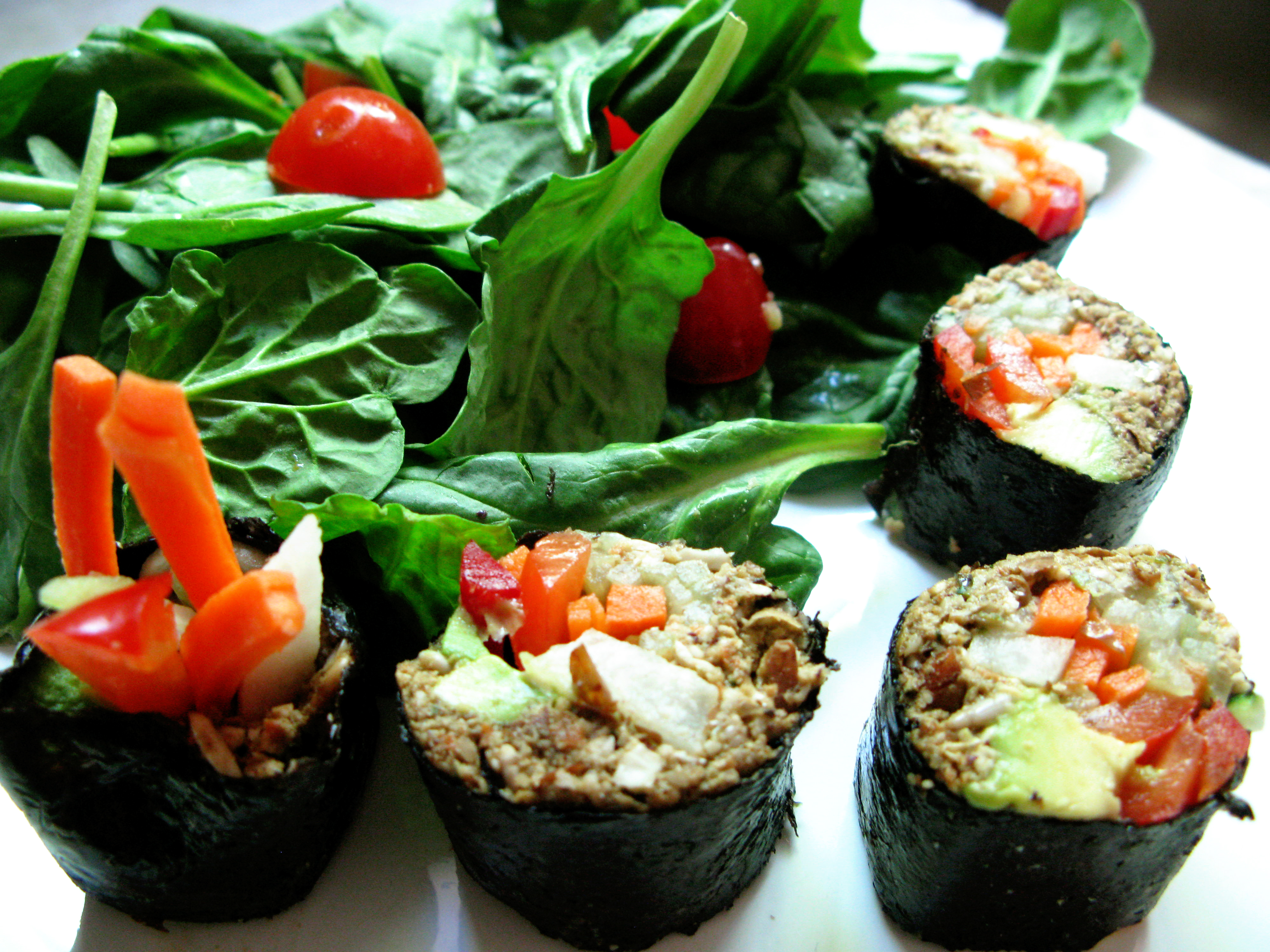
Сироїдські суші
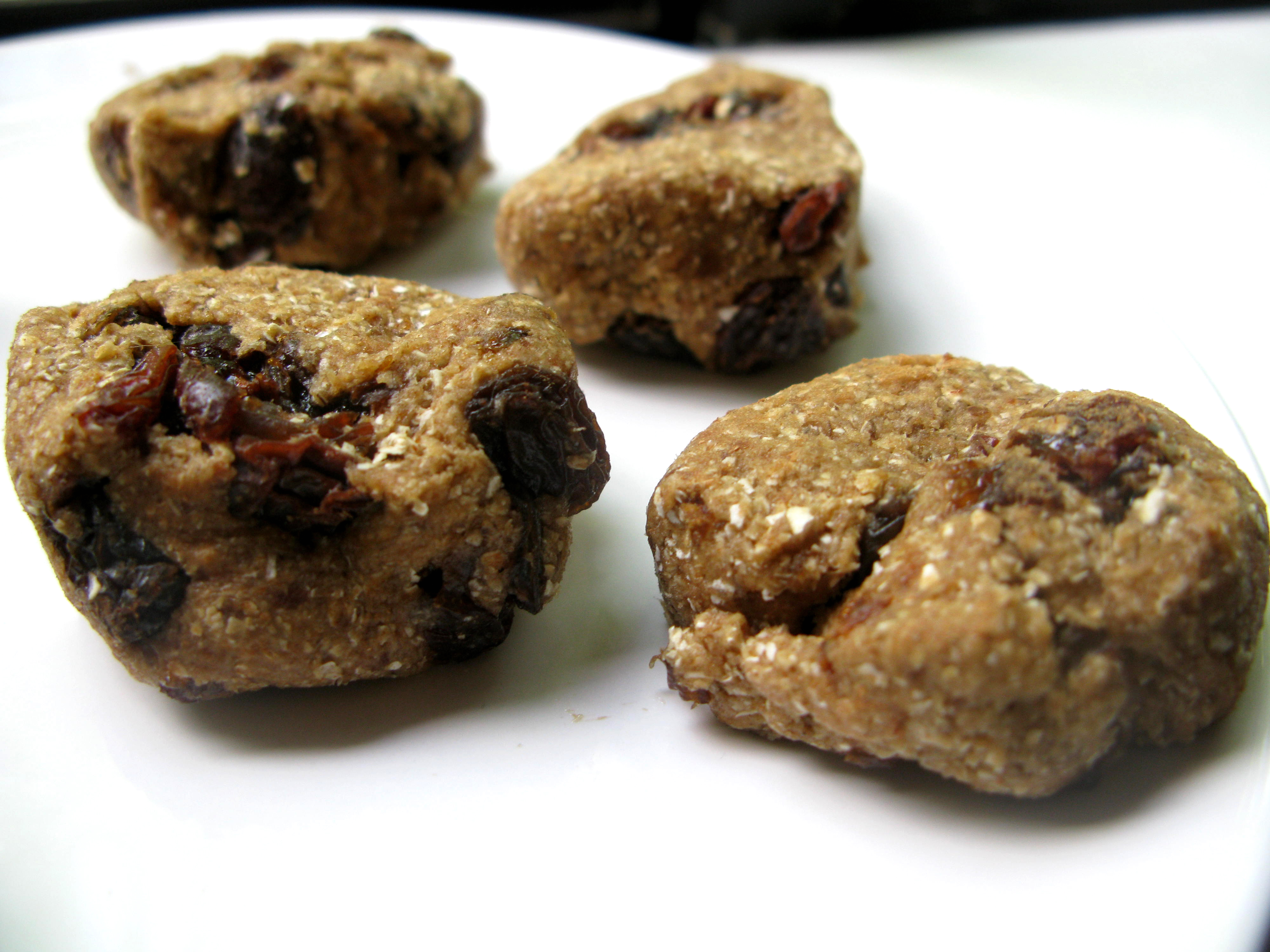
Сироїдське вівсяне печиво
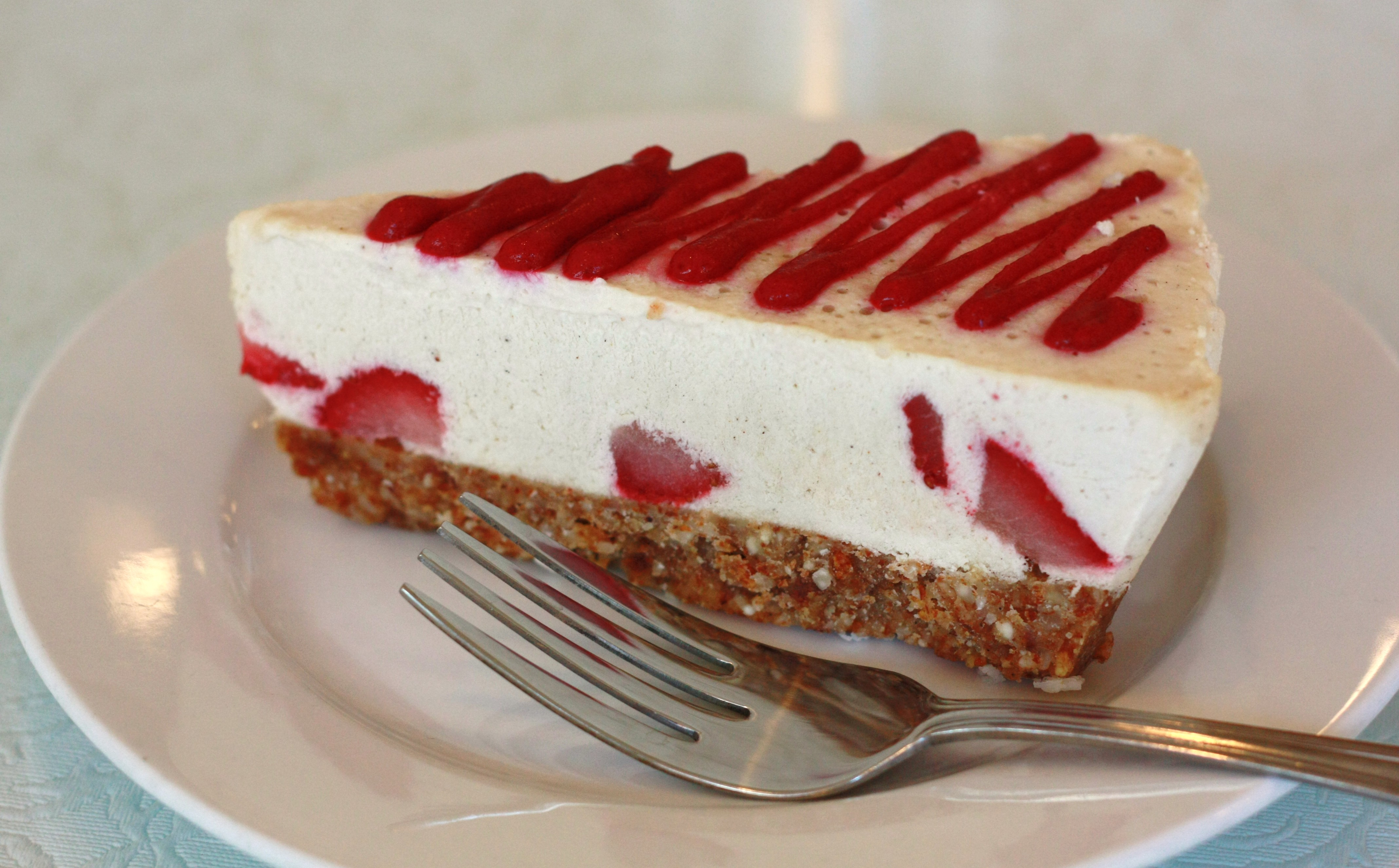
Сироїдський чіз-кейк
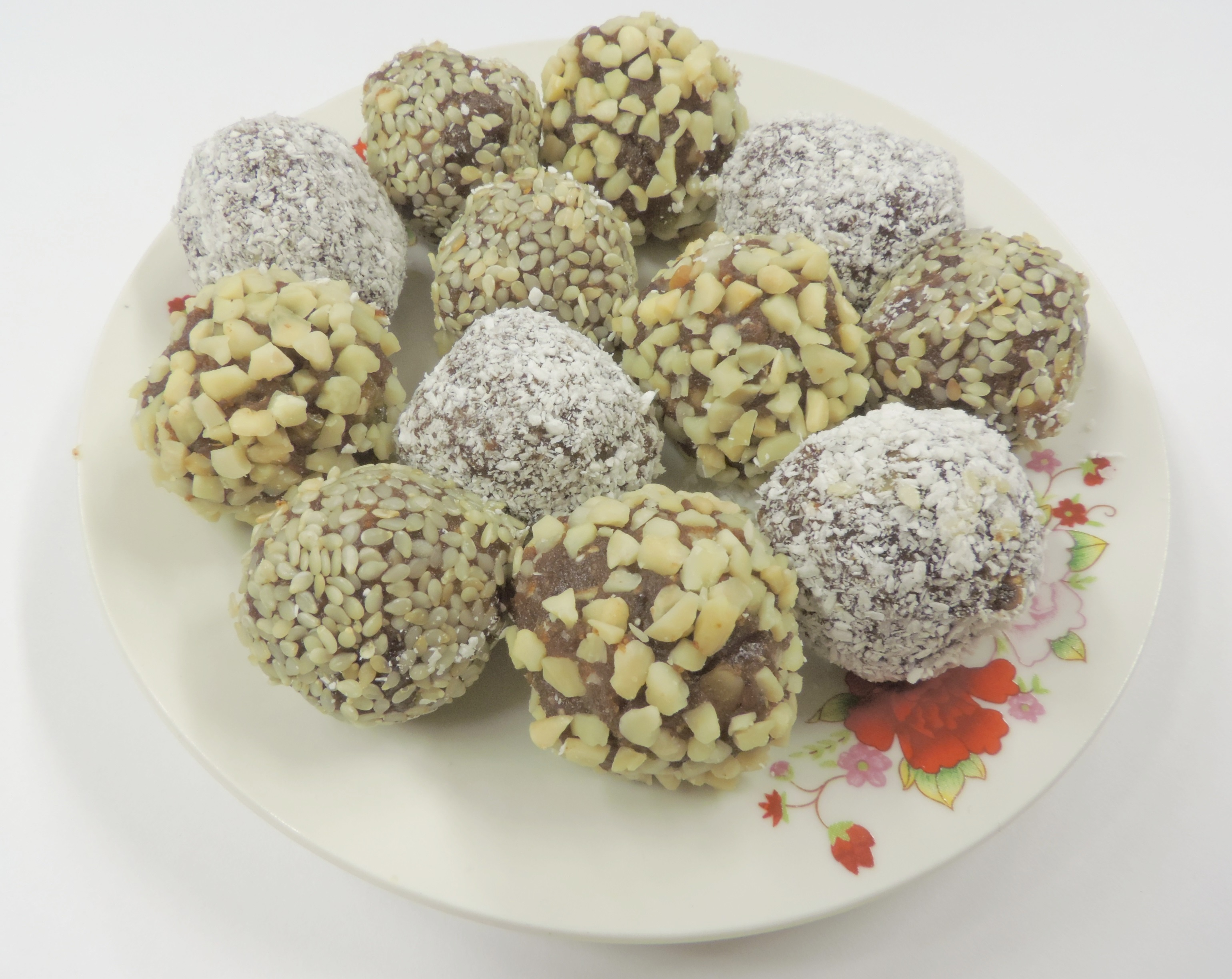
Сироїдські цукерки